# Goodenia brachypoda
Goodenia brachypoda är en tvåhjärtbladig växtart som först beskrevs av Ferdinand von Mueller och George Bentham, och fick sitt nu gällande namn av R. Carolin. Goodenia brachypoda ingår i släktet Goodenia och familjen Goodeniaceae. Inga underarter finns listade i Catalogue of Life.